# Adoretus postfoveatus
Adoretus postfoveatus är en skalbaggsart som beskrevs av Frey 1971. Adoretus postfoveatus ingår i släktet Adoretus och familjen Rutelidae. Inga underarter finns listade i Catalogue of Life.